# Macrobrachium aemulum
Macrobrachium aemulum är en kräftdjursart som först beskrevs av Giuseppe Nobili 1906.  Macrobrachium aemulum ingår i släktet Macrobrachium och familjen Palaemonidae. Inga underarter finns listade i Catalogue of Life.